# 그놈의 눈
그놈의 눈(Eye of Gnome)은 간단하게 이미지를 보여주는 그놈 데스크탑의 프로그램이다. 자유 소프트웨어로 제공된다.

## 특징
같은 그놈 데스크탑의 이미지 뷰어 프로그램인 gThumbnail이 ACDSee, 피카사와 유사한 기능을 하는 반면 그놈의 눈은 프로그램은 Windows XP 이후의 기본 이미지 뷰어와 유사한 역할을 한다. 또 배포판에 따라 그놈의 눈, 그림보기, 아이오브그놈등으로 설치된다. 그리고 대부분의 리눅스 소프트웨어들이 확장자와 실제 파일의 형식이 달라도 내용을 인식해 열어 주지만, 그놈의 눈은 확장자와 형식이 다르면 에러 메시지를 표시하고 열리지 않는다. (예를 들어 실제 파일은 PNG 이미지이나, 확장자가 JPG로 지정되어 있는 경우 열리지 않는다.)

## 기능
- 이미지 파일 열어서 보여주기 (ANI, BMP, GIF, ICO, JPEG, JPG, PCX, PNG, PNM, PAS, SVG, TGA, TIFF, WBMP, XBM, XPM)
- 열린 이미지 파일의 EXIF정보 보기
- 열린 이미지 파일 회전
- 열린 이미지 파일을 다른 형식으로 저장 (예컨데 BMP 이미지를 열어서 PNG형식으로 변환하여 저장)
- 슬라이드쇼
- 그림을 배경화면으로 지정
- 그림을 인쇄
- 플러그인을 통한 확장

## 같이 보기
- 우분투 (운영 체제) - 그림보기라는 이름으로 기본 프로그램으로 설치됨